# Bridge of Dee
Il Bridge of Dee o Brig o' Dee è un ponte stradale sul fiume Dee a Aberdeen, Scozia. 
Il termine è anche utilizzato per indicare l'area circostante alla città.

## Descrizione
Il Bridge of Dee è alto circa 10 m sopra il livello medio dell'acqua e consiste di sette archi quasi semicircolari costruiti con nervature longitudinali (si veda la fotografia); come materiale di costruzione furono usati granito e arenaria di Elgin.
Il ponte attraversa il fiume nel punto in cui un tempo era il margine meridionale della Città di Aberdeen. Oggi su di esso transita la strada principale A90, che entra ad Aberdeen da sud.
Il ponte è un importante monumento nazionale catalogato ed è un bene protetto dalla legge.

## Storia
Il ponte fu costruito utilizzando un lascito di 20.000 Sterline del Vescovo William Elphinstone, che morì nel 1514. Iniziata la costruzione verso il 1527, il ponte fu completato dal Vescovo Gavin Dunbar.
In questo luogo si svolse nel 1639 una battaglia fra i Cavalier Realisti, guidati dal Visconte Aboyne, ed i Covenanti, condotti dal Marchese di Montrose e dal Conte Maresciallo.
Fu pressoché totalmente ricostruito negli anni 1718-23 e nel 1841 fu ampliato da circa 4 m a circa 8 m sotto la direzione dell'Architetto della Città di Aberdeen John Smith. Smith progettò anche lo Shakkin' Briggie e lavorò sul Bridge of Don con Telford e sul Wellington Bridge con il Capitano Samuel Brown.
Il ponte si trova vicino al termine settentrionale della Causey Mounth, un tratturo medievale che collegava Stonehaven ad Aberdeen. Questo percorso antico specificamente collegava il Bridge of Dee al sud attraverso Bourtreebush, il Castello di Muchalls e Stonehaven.
Questa strada fu quella percorsa da William Keith, VII Conte Maresciallo e dal Marchese di Montrose quando guidarono un esercito di Covenanti di 9.000 uomini nella prima battaglia della Guerra civile nel 1639.
Fino al 1832, questo ponte costituiva l'unico accesso alla città da sud. Il ponte reca ancora i moli, gli stemmi e i luoghi di passaggio originali del XVI secolo.